# كأس تونس للكرة الطائرة للرجال 1987–88
كأس تونس للكرة الطائرة للرجال 1987-1988 هو الموسم رقم 32 من كأس تونس للكرة الطائرة للرجال.

فاز بهذا الموسم المستقبل الرياضي بالمرسى.

## روابط خارجية
- الموقع الرسمي للجامعة التونسية للكرة الطائرة.